# Fujiwara no Ritsushi
Fujiwara no Ritsushi (1192–1248) est une impératrice consort du Japon. Elle est la consort de l'empereur Juntoku. Sa deuxième fille est la princesse impériale Taiko (?) (諦子内親王) et son quatrième fils le prince impérial Kanenari (懐成親王) (futur empereur Chūkyō)

## Source de la traduction
- (en) Cet article est partiellement ou en totalité issu de l’article de Wikipédia en anglais intitulé « Fujiwara no Ritsushi » (voir la liste des auteurs).